# Peel Trident

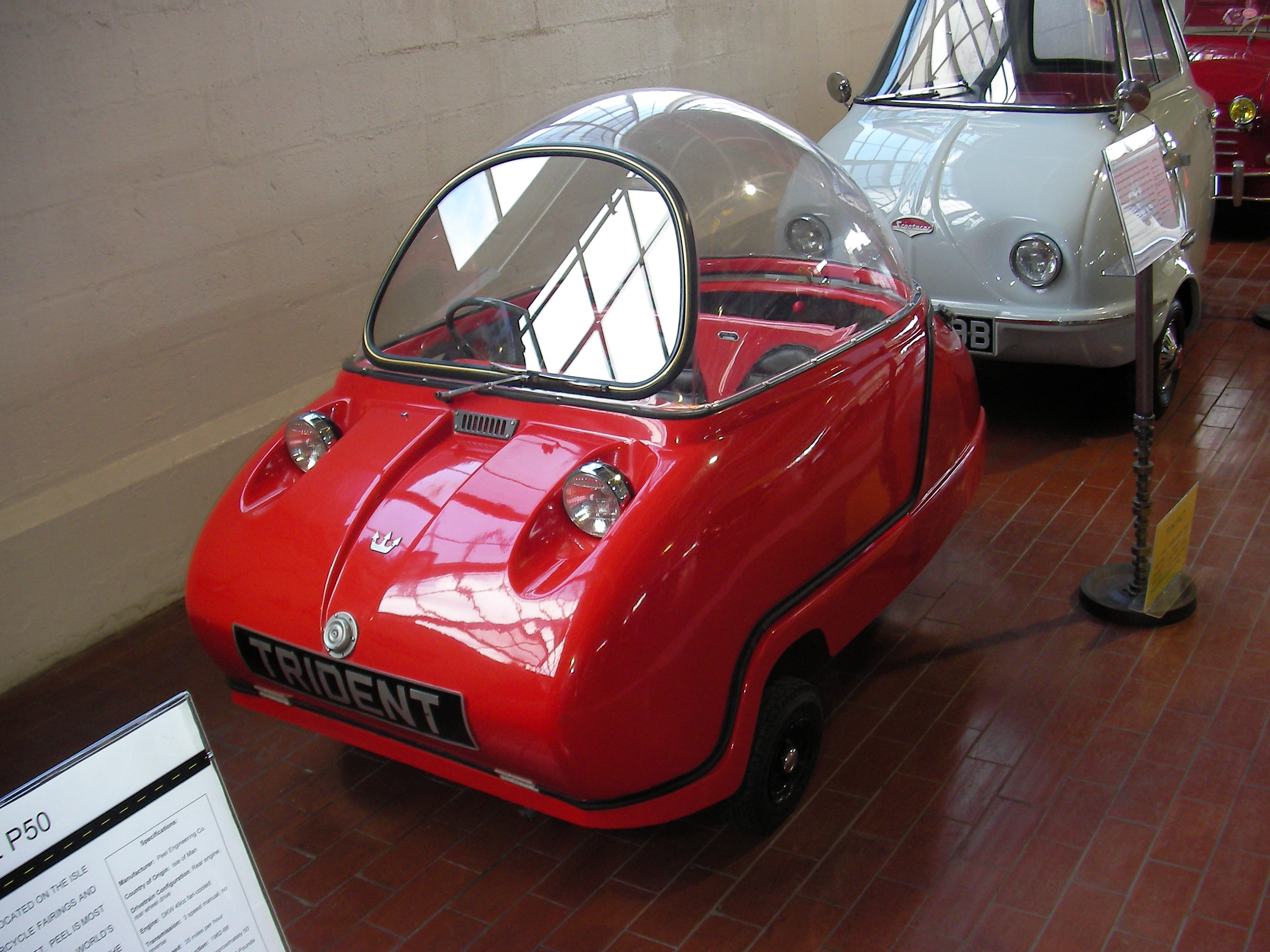
De Peel Trident

De Peel Trident was het tweede model auto van Peel Engineering LTD.
De opvolger van de Peel P50, de Trident, werd nog immer met een DKW bromfietsmotor uitgerust. Topsnelheid was nu een 75 km/u en de maten waren iets gegroeid. Lengte was nu 183 cm, breedte 107 cm en gewicht 90 kilo. Er werden er 87 van gemaakt. Enkele modellen zijn uitgerust met een Triumph 100cc motorfietsmotor.